# Abraxas calypta
Abraxas calypta là một loài bướm đêm trong họ Geometridae.